# Alexandre Fabri
Pour les articles homonymes, voir Fabri.
Alexandre Fabri (né à Bertinoro en Émilie-Romagne et mort en 1674 à Orange) est un prélat italo-français du XVIIe siècle.

## Biographie
Alexandre Fabri est amené en France par le cardinal Mazarin. Après avoir rempli avec succès différentes commissions pour le roi Louis XIII à Rome et en Allemagne, il est nommé à l'évêché d'Orange et sacré à Paris le 15 avril 1668 dans l'église des religieuses de Saint-Thomas par Georges d'Aubusson de la Feuillade, alors archevêque d'Embrun. Il fonde une abbaye pour les religieuses bénédictines à Caderousse.